# برنارد پاسکوال
برنارد پاسکوال (انگلیسی: Bernard Pascual؛ زادهٔ ۱۰ آوریل ۱۹۶۷) بازیکن فوتبال اهل فرانسه است.
از فیلم‌ها یا برنامه‌های تلویزیونی که وی در آن نقش داشته‌است می‌توان به ژاندارم و پلیس اشاره کرد.
از باشگاه‌هایی که در آن بازی کرده‌است می‌توان به باشگاه فوتبال لو آور و باشگاه فوتبال داندی یونایتد اشاره کرد.